# Giustino (Legrenzi)
Giustino ist eine Oper (Originalbezeichnung: „Melodramma“) in drei Akten von Giovanni Legrenzi (Musik) mit einem Libretto von Nicolò Beregan. Sie verarbeitet eine Episode aus den Anekdota des Prokop und wurde am 7. Februar 1683 im Teatro San Salvatore in Venedig uraufgeführt.

## Handlung

### Historische Grundlagen
Die Oper basiert frei auf historischen Begebenheiten um den byzantinischen Kaiser Anastasios I. (hier italienisch Anastasio genannt), dessen Nachfolger Justin I. (Giustino), der Kaiserin Ariadne (Arianna) und der Rebellion des Vitalian (Vitaliano), die der byzantinische Geschichtsschreiber Prokop um 553 in seinem Werk Anekdota beschrieben hatte. Nach dem Tod von Kaiser Zenon im Jahr 491 heiratete dessen Witwe Ariadne gegen den Widerstand ihrer Familie den bereits sechzig Jahre alten Anastasios, der dadurch Kaiser wurde. Der illyrische Bauer Justin ging um 470 als junger Mann mit zwei Begleitern nach Konstantinopel, trat in die Leibwache Kaiser Leo I. ein und stieg bis zu deren Befehlshaber auf. Er wurde 518 in fortgeschrittenem Alter als Nachfolger Anastasios’ zum Kaiser gekrönt. Der thrakische General Vitalian rebellierte zwei Male gegen Anastasios. Das historische Vorbild des Amantius war ein gleichnamiger Palasteunuch, der ebenfalls einen Aufstand anzettelte. Die geschilderten Liebesverwicklungen sind frei erfunden.

### Kurzfassung
Erster Akt. Die byzantinische Kaiserin Arianna ehelicht ihren Vertrauten Anastasio und ernennt ihn zum Mitkaiser. Das Reich wird allerdings von Vitaliano bedroht, der Arianna selbst begehrt und ihre Hand zur Friedensbedingung macht. Unterdessen sehnt sich der Bauer Giustino nach einem ruhmreichen Leben. Die erste Gelegenheit bietet sich, als er Anastasios Schwester Eufemia vor einem wilden Menschen retten muss. Durch sie erhält er Zugang zum Kaiserhof. Vitalianos Bruder Andronico, der sich in Eufemia verliebt hat, tritt als Frau verkleidet eine Stellung als ihre Hofdame an. Vitaliano nimmt Arianna gefangen. Da sie sein Werben weiterhin entschieden zurückweist, befiehlt er seinem Hauptmann Polimante, sie einem Meeresungeheuer zum Fraß vorzuwerfen. In Konstantinopel lässt Eufemia ein Fest zu Ehren Giustinos ausrichten.
Zweiter Akt. Anastasio ernennt Giustino zum Ritter, um Arianna mit seiner Hilfe zu befreien. Sie erleiden in einem Sturm Schiffbruch und retten sich an die Küste. Polimante lässt Arianna an einen Felsen ketten und überlässt sie dem Monster, das an dieser Stelle üblicherweise auf Nahrungssuche geht. Als das Meeresungeheuer erscheint, ruft Arianna um Hilfe. Giustino eilt herbei und erlegt das Untier. Der inzwischen reumütige Vitaliano kommt zu spät. Im Palastgarten wirbt Andronico weiterhin verkleidet um die Gunst Eufemias. Die Entscheidungsschlacht endet zu Gunsten Anastasios, und Giustino kann Vitaliano gefangen nehmen.
Dritter Akt. Anastasios General Amantio intrigiert gegen Giustino, dem er den Erfolg neidet. Er gibt Anastasio den juwelenbesetzten Gürtel des besiegten Vitaliano. Andronico lockt Eufemia ins Freie, um sie zu vergewaltigen. Giustino rettet sie erneut und lässt Andronico festnehmen. Arianna schenkt Giustino als Lohn den Juwelengürtel, den sie inzwischen von Anastasio erhalten hat. Vitaliano und Andronico gelingt die Flucht. Als Arianna Giustino für die Rettung Eufemias großzügig belohnt, interpretiert das der von Amantio misstrauisch gemachte Anastasio als Liebesbeweis und Verrat. Er verurteilt Giustino zum Tod und verstößt Arianna. Amantios Ziel ist jetzt der byzantinische Thron. Er plant einen bewaffneten Aufstand seiner Anhänger. Giustino kann fliehen. Als er in der Wildnis im Schlaf von Vitaliano überrascht wird, ertönt die Stimme von dessen verstorbenem Vater, die verkündet, dass Giustino sein Bruder sei. Giustino überredet ihn, auf die Seite Anastasios zu wechseln und mit ihm zusammen den Aufstand Amantios niederzuschlagen. Kurz vor Amantios Thronbesteigung dringen die beiden in den Palast ein und überwältigen ihn. Auf Giustinos Bitten vergibt Anastasio Vitaliano und Andronico. Giustino wird zum Mitregenten ernannt und heiratet Eufemia.

### Erster Akt
Festlicher Platz für die Kaiserkrönung Anastasios und seine Hochzeit mit Kaiserin Arianna
Szene 1. Vor der versammelten Hofgesellschaft krönt Kaiserin Arianna Anastasio mit einem Diadem („Il diadema, ch’al crin ti stringo“). Anastasio versichert ihr seine Liebe („Sei sì bella, che non v’è“). Der Riese Atlante (Atlas) erscheint mit der Weltkugel auf seinem Rücken und versichert dem Paar seinen Respekt. Die Kugel zerbricht und zeigt den Palast der Venus mit Grazien, verschiedenen allegorischen Figuren und Amoretten. Der Hochzeitsgott Himeneo (Hymen) gratuliert persönlich („Brilli ’l sol, rida ogni stella“).
Szene 2. General Amantio unterbricht die Feierlichkeiten, um vor dem Tyrannen Vitaliano zu warnen, der bereits den Bosporus erobert habe und jetzt die Stadt bedrohe. Anastasio will sich ihm entgegenstellen („Al girar di questa spada“), was Arianna beunruhigt („Non partirai no no“).
Szene 3. Vitalianos Hauptmann Polimante trifft mit einem Friedensangebot seines Herrn ein. Bedingung ist allerdings, dass Arianna in die Ehe mit Vitaliano einwilligt („Il tuo fasto andrà sotterra“). Anastasio weist dies entschieden zurück. Er ist bereit zum Krieg („Un tuo guardo“). Arianna fürchtet die Trennung („Senza te mio ben, mia vita“), doch Anastasio beruhigt sie („Ti lascio l’alma in pegno“).
Szene 4. Arianna beschließt, ihrem Gatten in den Kampf zu folgen. Sie bittet General Amantio um Unterstützung
Szene 5. Anastasio stellt Arianna ihre neue Hofdame Flavia vor. Bei dieser handelt es sich allerdings in Wirklichkeit um Vitalianos als Frau verkleideten Bruder Andronico. Er gibt als Tochter von Konstanz dem Großen aus. Arianna heißt ihn willkommen und erklärt, dass sie trotz der kriegerischen Zeiten nach Frieden und Liebe suche („Cerco pace in mezzo all’armi“).
Szene 6. In einem Selbstgespräch begründet Andronico seine Verkleidung: Er liebt Eufemia und will sie so für sich gewinnen („Beltà, ch’allo splendore“).
Landschaft am Fluss Ismenos

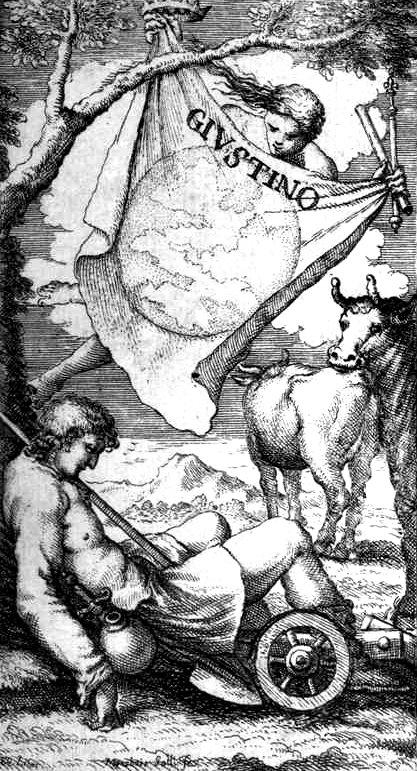
Fortuna erscheint dem auf seinem Pflug schlafenden Giustino. Bild aus dem Libretto, Venedig 1683

Szene 7. Der Bauer Giustino hat genug von seinem armseligen Leben („O del cielo ingiusta legge!“). Er sehnt sich nach Ruhm auf dem Schlachtfeld und lässt sich müde auf seinem Pflug nieder („O ristoro de’ mortali“).
Szene 8. Nach Anbruch der Nacht erscheint die Göttin Fortuna mit ihrem Rad und lässt Giustino von einem prächtigen Palast träumen („La Fortuna, ch’errando va“). Sie fordert ihn auf, sein Schicksal anzunehmen. Giustino erhebt sich voller Tatendrang („Mi chiama nel campo“).
Szene 9. Plötzlich erscheinen Eufemia, die Schwester des Kaisers, und ihr Diener Brillo. Sie werden von einem wilden Mann verfolgt. Brillo klettert ängstlich auf einen Baum, und Eufemia ruft um Hilfe. Giustino vertreibt den Angreifer („Mostro orrendo invan ti scoti“). Beeindruckt lädt Eufemia ihn an den Königshof, wo er seine Belohnung erhalten soll. Giustino folgt ihr bescheiden („Non son vago“).
Szene 10. Eufemia verliebt sich auf der Stelle in Giustino („Va alla caccia l’arciero volante“).
Szene 11. Auf einem Elefanten reitend spornt Vitaliano seine Leute zum Kampf an („All’armi, o guerrieri“).
Szene 12. Polimante hat die als Krieger gekleidete Arianna gefangen genommen und bringt sie zu Vitaliano. Dieser erneuert sein Angebot zur Heirat („Si tronchino i lacci“), das Arianna verächtlich ablehnt („T’inganni se speri“). Er verliert die Geduld mit ihr und befiehlt Polimante, sie einem Ungeheuer zum Fraß vorzuwerfen („Vanne ingrata crudele spietata“).
Szene 13. Arianna ist entschlossen, Vitaliano niemals nachzugeben, sollte es sie auch das Leben kosten („Così vago è quel sembiante“).
Eufemias Gemächer im Kaiserpalast
Szene 14. Eufemia führt Giustino in den Palast und überhäuft ihn mit Liebesbezeugungen („Baciami o bella bocca“). Sie hat für ihn ein prächtiges Fest vorbereitet.
Szene 15. Allegrezza, die Allegorie der Freude, führt in einer Bühnenmaschine Ritter und Hofdamen zum Tanz („Si rida, si canti, si balli sì sì“). Giustino erklärt Eufemia, dass er nicht zur Liebe, sondern zum Krieg geboren sei („Io non son nato o bella“).

### Zweiter Akt
Szene 1. Anastasio hat erfahren, dass Arianna von den Feinden gefangen genommen wurde. Das ganze Abendland ist in Gefahr („Vada l’Asia a ferro, e foco“). Daraufhin schlägt Eufemia vor, Giustino um Hilfe zu bitten. Anastasio ernennt ihn zu seinem Ritter und fordert ihn auf, Arianna zu befreien („Se non miro il sol ch’adoro“). Giustino nimmt die Herausforderung an („Beltà Circe vezzosa“).
Szene 2. Flavia/Andronico versucht, Giustino bei Eufemia herabzusetzen. Eufemia ist jedoch heftig in Liebe zu diesem entbrannt („È un foco Amore“). Ihr Diener Brillo wundert sich darüber.
Szene 3. Andronico sieht sein Ziel, Eufemia für sich zu gewinnen, in Gefahr („Amor consigliami“ – „Non v’è peggio in amor“).
Schroffe Klippen am sturmbewegten Meer
Szene 4. Anastasio und Giustino steigen aus einem am Strand gekenterten Schiff. Trotz aller Rückschläge ist Giustino zuversichtlich, dass sie Vitaliano schlagen können. Sie suchen Schutz in einer Hirtenhütte. Anastasio muss an Arianna denken („Ovunque il passo giri“).
Szene 5. Giustino denkt über das wechselhafte Schicksal der Menschen nach („Io mi rido di quel bendato“).
Szene 6. Polimante lässt die gefangene Arianna an einen Felsen ketten, um sie an das Meeresungeheuer zu verfüttern.
Szene 7. Während Arianna betet („Numi o voi, ch’il ciel reggete“), schwimmt ein furchterregendes Monster heran und klettert allmählich auf den Felsen. Ariannas Hilferufe werden vom Echo verstärkt („Per me dunque il ciel non ha“). Giustino eilt herbei, besiegt das Monster im Kampf und befreit sie. Arianna sehnt sich nach ihrem Gatten („Se non torno a chi m’innamora“).
Szene 8. Arianna und Anastasio fallen sich erleichtert in die Arme („Corri, vola tra queste braccia“). Anastasio verspricht Giustino zur Belohnung die Erfüllung eines beliebigen Wunsches. Giustino lehnt bescheiden ab.
Szene 9. Glücklicherweise trifft nun Anastasios General Amantio mit einem Schiff ein, so dass die Gestrandeten den Schreckensort verlassen können (Anastasio: „Lascia le sponde“ – Arianna: „Perché tra le procelle“ – Giustino: „Per le chiome ho la fortuna“).
Szene 10. Vitalianos Zorn auf Arianna ist inzwischen verraucht. Er lässt sich reumütig von Polimante an die Küste führen, um sie zu befreien oder wenigstens ihre sterblichen Überreste ein letztes Mal zu küssen. Da entdecken sie am Strand das tote Ungeheuer. Vitaliano hofft, dass Arianna noch lebt und sich durch seine Tränen besänftigen lässt („Sì vaghe luci adorerò“).
Garten mit Brunnen
Szene 11. Andronico/Flavia versucht, Eufemia mit einem Liebeslied zu bezaubern („Aure dolci, e lusinghiere“). Er/Sie deutet ihr vorsichtig ihr/sein Liebesleid an, ohne sich ihr jedoch zu offenbaren. Eufemia empfiehlt, diese Liebe im Stillen zu bewahren („Pur sei vaga, leggiadra vezzosa“ – „Se di strali v’armato Cupido“). Brillo berichtet in ungeschickten Worten von Ariannas Rettung.
Szene 12. Arianna erzählt den anderen begeistert von Giustinos Heldentat und ergänzt, dass er geschworen habe, ihr den Kopf Vitalianos zu Füßen zu legen („Caderà chi mi fa guerra“).
Szene 13. Eufemia ist eifersüchtig auf Arianna geworden und klagt Flavia/Andronico ihr Leid. Andronico schlägt einen gemeinsamen Spaziergang vor, um sie durch die Schönheit der Natur auf andere Gedanken zu bringen. Eufemia ist einverstanden („Sull’ale d’un sospiro“).
Szene 14. Andronico will weiterhin List und Betrug anwenden, um Eufemias Liebe zu erzwingen („Se la bella ch’adoro penando“).
Schlachtfeld
Szene 15. Andronico sieht der Schlacht zuversichtlich entgegen („Su struggete ferite pugnate“). Vitaliano nähert sich mit seinen Truppen, und Giustino feuert die byzantinischen Soldaten an („A guerra a battaglia“). Während des Kampfes (Ballett) fällt Vitaliano von seinem Wagen. Giustino nimmt ihn gefangen.

### Dritter Akt
Kaiserpalast
Szene 1. Vitaliano beharrt darauf, dass seine Gefangennahme lediglich dem Schicksal geschuldet war und nicht dem Arm Giustinos. Amantio nimmt ihm einen juwelenbesetzten Gürtel ab. Giustino lässt Vitaliano dem Kaiser vorführen („Scherza, e ride la sorte incostante“).
Szene 2. Amantio überreicht Anastasio den kostbaren Gürtel mit einem Hinweis auf die zunehmende Nähe der Kaiserin zu Giustino.
Szene 3. Anastasio wird allmählich eifersüchtig auf Giustino („Non m’uccider gelosia“).
Liebliche Gegend vor Konstantinopel
Szene 4. Andronico gibt sich Eufemia als Mann zu erkennen und vertreibt ihren über diese Täuschung empörten Diener Brillo gewaltsam. Dann erklärt er ihr seine Liebe, die er sich notfalls erzwingen will („Con quel labbro, ch’alletta ai baci“). Eufemia weist ihn zurück („Puoi languire, morire, e penar“).
Szene 5. Brillo hat Giustino und einige Soldaten zu Eufemias Rettung geholt. Giustino nimmt Andronico fest und lässt ihn unter der Aufsicht Brillos abgeführen.
Szene 6. Giustino erwidert jetzt Eufemias Liebe („Bella mia, dunque ver me“ – „Pur ch’il foco, ond’io m’infiammo“).
Lustgarten mit einem Turm an einer Seite
Szene 7. Im Garten hat Arianna ihre gute Laune wiedergefunden („Grazie, ed amori scherzatemi intorno“). Amantios Hauptmann Erasto zeigt ihr den gefangenen Vitaliano und führt ihn in den Turm. Vitaliano versucht erneut, Arianna zu bezirzen („Un guardo di quegl’occhi“).
Szene 8. Arianna weist Anastasio darauf hin, dass Giustino eine großzügige Belohnung verdient hätte. Anastasio geht darauf nicht ein. Er schenkt ihr stattdessen den von Amantio erhaltenen Gürtel Vitalianos und versichert ihr seine Liebe („Bella moro per te“).
Szene 9. Giustino denkt über seinen Ruhm nach („Si raddoppin gl’allori al mio crine“), und Arianna lobt seine Tapferkeit. Eufemia zeigt ihnen den gefangenen Andronico, der gerade ebenfalls in den Turm geführt wird. Sie will ihn streng bestrafen („Mio cor all’armi“).
Szene 10. Belauscht von Amantio belohnt Arianna Giustino mit dem Juwelengürtel. Ihre Gedanken wandern wieder zu ihrer Liebe zu Anastasio, von dem sie keinen Moment getrennt sein möchte („Così cara è quella face“).
Szene 11. Unterdessen fliehen die beiden Brüder Vitaliano und Andronico aus dem Turm und schwören Rache (Andronico: „Fortuna, e Amore assistimi tu“ – Vitaliano: „Fuggo dalle catene“).
Szene 12. Amantio erzählt dem Kaiser von der Belohnung Giustinos und behauptet, dass das Band ein Liebeszeichen Ariannas sei. Anastasios Eifersucht ist jetzt vollends entfacht. Als Giustino kommt, verlangt er Aufklärung. Giustino weiß nicht, wie er den Verdacht ausräumen soll. Er gibt Anastasio den Gürtel zurück. Dennoch verurteilt Anastasio ihn zum Tode. Giustino versichert ihm weiterhin seine Treue („Sin che de l’orbe il freno“)
Szene 13. Als Nächstes nimmt sich Anastasio Arianna vor. Er ignoriert ihre Verteidigungsversuche und Liebesschwüre („Mio bel sole, idolo mio“) und verstößt sie brutal. Arianna wirft ihre kaiserlichen Insignien verzweifelt von sich und fleht Amor um Trost an („Consola Cupido“).
Szene 14. Giustino wird noch einmal vor den Kaiser geführt, um sein Schwert abzugeben. Anastasio ignoriert sein Flehen und verlässt wütend den Raum.
Szene 15. Vor seiner Hinrichtung möchte Giustino noch ein letztes Mal Eufemia sehen („Eufemia idolo amato“).
Szene 16. Amantio will nun die Macht im Reich ergreifen und mit Hilfe seines Vertrauten Erasto einen Aufstand beginnen („La forza, e l’ingegno“).
Gebirgslandschaft mit Baumstämmen an den Seiten
Szene 17. Giustino erinnert sich an das ihm von der Göttin Fortuna verheißene Glück. Plötzlich erleuchten Blitze die Szene und zeigen eine Höhle im Berg, in der sich das Grabmal von Vitalianos Vater befindet. Er gewinnt wieder Mut, bedroht einen der Wachsoldaten mit einem Schwert und vertreibt die übrigen, wobei er nur eine leichte Verletzung am Arm davonträgt. Dann lässt er sich erschöpft auf einem Felsen nieder.
Szene 18. Vitaliano findet den schlafenden Giustino und nimmt dessen Schwert, um ihn zu töten. In diesem Augenblick erhebt sich der Geist seines Vaters aus dem Grabmal und warnt ihn vor dem Mord, denn Giustino sei sein Bruder und der einzige, der ihm zu Leben und Macht verhelfen könne. Vitaliano findet die Familienzugehörigkeit durch ein sternförmiges Mal bestätigt. Als Giustino erwacht, erklärt er ihm die Lage.
Szene 19. Nach der Machtergreifung Amantios will Eufemia mit Brillo fliehen. Die beiden treffen auf Giustino und Vitaliano. Sie beschließen, Anastasio beizustehen und den Aufstand Amantios niederzuschlagen. Kurz darauf erscheint auch Andronico.
Szene 20. Überrascht von den Ereignissen beschließt Anastasio, seinen Brüdern zu folgen („Non l’intende in amor chi vuol penar“).
Kaiserliche Gemächer
Szene 21. Amantio und Erasto haben Anastasio und Arianna gefangen genommen. Trompetensignale verkünden das Eintreffen Giustinos.
Szene 22. Giustino, Vitaliano und Eufemia dringen in den Palast ein und befreien das Kaiserpaar. Amantio wird abgeführt.
Szene 23. Anastasio gesteht seinen Irrtum über das Verhältnis von Arianna und Giustino ein. Giustino bittet ihn um Gnade für seine Brüder Vitaliano und Andronico. Anastasio gewährt dies. Außerdem ernennt er Giustino zum Caesar und Mitregenten und verspricht ihm die Hand seiner Schwester Eufemia. Die beiden Paare sind glücklich vereint (Anastasio/Arianna: „Non più truci tiranni“ – Eufemia/Giustino: „Son tua mio sol, mia vita“).
Szene 24. Andronico sieht ein, dass er seiner Liebe zu Eufemia entsagen muss („Ch’il dolce vuol provar“).
Amphitheater
Szene 25. Zur Krönung Giustinos öffnet sich der Olymp mit dem Tempel der Ewigkeit. Die Allegorie des Ruhms (Gloria) und der Ewigkeit (Eternità) feiern Giustino (Gloria: „Le sue glorie, sue vittorie“). Anastasio stimmt in den Lobpreis ein („Sì, sì all’uno, e all’altro polo“). Giustino erklärt abschließend, dass die Tugend den Ruhm bewirkt.

## Gestaltung

### Musik
Die Instrumentalbesetzung der Oper besteht aus einer Trompete, Streichern und Basso continuo. Die Partitur enthält insgesamt 77 (nach anderer Zählung 81) Arien, von denen 63 nur vom Basso continuo begleitet werden. Sie sind formal sehr abwechslungsreich und meist sehr kurz gehalten. Hinzu kommen viele ariose Stellen innerhalb der Rezitative. Die Musik orientiert sich stets an den Handlungssituationen und den Stimmungen der jeweiligen Charaktere. Instrumental- und Vokalstimmen sind motivisch eng miteinander verbunden. Oft beginnen die Arien mit einem instrumentalen Motto. Einige Arien wie Anastasios Abschiedsarie „Ti lascio l’alma in pegno“ (I.3) oder Giustinos „O ristoro de’ mortali“ (I.7) entwickeln sich über einer Ostinato-Basslinie. Die Trompete setzt Legrenzi in vier Arien militärischen Charakters ein. Sie sind sämtlich den kämpferischen Personen Giustino und Vitaliano zugewiesen, nicht aber dem Kaiser Anastasio. Giustino beklagt sich in seiner Auftrittsarie „O del cielo ingiusta legge!“ über das „himmlische Gesetz“, durch das häufig unwürdige Menschen an die Macht gelangen. Musikalisch bildet Legrenzi hier die gesetzliche Strenge durch die strenge Form eines Kanons von Gesangs- und Bassstimme ab.

### Libretto
Der Text der Oper ist typisch für die im 17. Jahrhundert populären Libretti. Themen wie Liebe, Krieg, Erotik, Gewalt, Wunder und Visionen werden mit Schauelementen verbunden und über eine politische Handlung gelegt. Die Oper erschien 1683, dem Jahr der Zweiten Wiener Türkenbelagerung. Daher enthält der Text auch einige Bezüge auf den Widerstand des Heiligen Römischen Reichs gegen die Osmanen. Die hier beschriebene Erstvertonung von Giovanni Legrenzi erwies sich als außerordentlich populär.:343 Bis 1699 wurde sie in Venedig, Neapel, Genua, Mailand, Bologna, Lucca, Verona, Modena, Vicenza und Udine gespielt.
Beregans Libretto wurde mehrfach von anderen Autoren bearbeitet. In den folgenden Jahrzehnten gab es Opern von Luigi Mancia (Bearbeiter: Silvio Stampiglia; Rom 1695), Johann Christian Schieferdecker (Justinus, Leipzig 1700 und Der von dem Ackers-Pflug zu den Thron Erhabene Käyser Justinus, Hamburg 1706), Domenico Scarlatti (Bearbeiter: Giulio Convò; Neapel 1703) und Tomaso Albinoni (Bearbeiter: Pietro Pariati; Bologna 1711). Eine erneute Überarbeitung der letzteren Fassung verwendete Antonio Vivaldi für seine Oper Giustino (Bearbeiter: vermutlich Antonio Maria Lucchini; Rom 1724). Diese wiederum wurde zur Grundlage von Georg Friedrich Händels Giustino (Bearbeiter: unbekannt; London 1737).

## Werkgeschichte
Der Giustino ist die letzte vollständig erhaltene von Legrenzis insgesamt 19 Opern. Sie ist Alessandro Farnese, dem Prinzen von Parma, gewidmet. Das Libretto stammt von Nicolò Beregan. Die Uraufführung der Erstfassung fand am 7. Februar 1683 als zweite und letzte Karnevalsoper im Teatro San Salvatore in Venedig statt. Folgeaufführungen gab es bis zum Fastnachtsdienstag. In einem von Rudolf Bossart zitierten Brief des Florentiners Matteo de Teglia vom 13. Februar schrieb er, dass das Werk „gestern“ eröffnet wurde. In der Literatur ist häufig fälschlicherweise der 12. Februar als Datum der Premiere angegeben. De Teglia fand das Werk „majestätisch“ („maestoso“) in seiner Verwendung von Bühnenmaschinen und bemerkte auch, dass die Musiker „exquisit“ gewesen seien. Außer der Bühnentechnik traten auch eine von zwei lebenden Pferden gezogene Kutsche und ein Riese von „beeindruckender Erscheinung“ auf. Zeitgenössische Berichte erwähnen außerdem die Szenen mit dem Sieg über das Ungeheuer, mit fliegenden Engeln, Land- und Seeschlachten und einen Elefanten, der zwanzig Menschen trug. Aufgrund der ungewöhnlichen Beliebtheit des Werks mussten die offenen Sitze im Parterre zwei Tage im Voraus reserviert werden. Bis 1699 gab es noch elf weitere Produktionen in verschiedenen Städten. Der Giustino wurde damit zu Legrenzis beliebtester Oper.
Zum 23. Geburtstag König Karls II. wurde die Oper von Andrea Perrucci (Text) und Alessandro Scarlatti (Musik) überarbeitet. Anstelle der verschiedenen allegorischen Szenen gab es nun einen neuen Prolog zur Huldigung des Königs, und man ergänzte eine weitere komische Rolle, die von einem Mann gesungene Amme Gelidia. Diese Fassung wurde erstmals am 6. November 1684 im Palazzo Reale in Neapel und anschließend auch im dortigen Teatro San Bartolomeo gespielt.
Das Autograf der Partitur ist verschollen. Abschriften bewahren die Biblioteca Nazionale Marciana Venedig, die Biblioteca Casanatense Rom und die Bibliothek des Conservatorio San Pietro a Majella (Zweitfassung). Luigi Bettarini veröffentlichte 1980 in Mailand eine Aufführungspartitur nach diesen drei Quellen. Außerdem sind Textbücher aus Venedig (1683), Neapel (1684), Mailand (1689) und Rom (1695) erhalten.
Legrenzis Giustino erlebte 2007 bei den Schwetzinger Festspielen eine vielbeachtete Neuinszenierung von Nicolas Brieger (Bühnenbild: Katrin Nottrodt, Kostüme: Jorge Jara), die in der Kritikerumfrage der Zeitschrift Opernwelt zur „Wiederentdeckung des Jahres“ gewählt wurde. Thomas Hengelbrock leitete das Balthasar-Neumann-Ensemble. Er richtete auch die Partitur ein. Die Hauptrollen sangen Georg Nigel (Anastasio), Cornelia Ptassek (Arianna), Elisabeth Kulman (Giustino), Delphine Galou (Eufemia), Peter Kennel (Vitaliano), Terry Wey (Andronico) und Hermann Oswald (Amantio). Die Premiere vom 26. April 2007 wurde vom Radio SWR2 aufgezeichnet. Die Produktion wurde im November 2008 auch im Grand Théâtre in Luxemburg gezeigt – nun unter der Leitung des Dirigenten Michael Behringer in einer szenischen Einrichtung von Alexander E. L. Schulin mit Kostümen von Cornelia Brunn. Hier übernahm der Sopranist Jacek Laszczkowski die Titelrolle.

## Aufnahmen
- 26. April 2007 – Thomas Hengelbrock (Dirigent), Nicolas Brieger (Inszenierung), Balthasar-Neumann-Ensemble.
 Georg Nigel (Anastasio), Cornelia Ptassek (Arianna), Elisabeth Kulman (Giustino), Delphine Galou (Eufemia), Peter Kennel (Vitaliano), Terry Wey (Andronico), Hermann Oswald (Amantio), Manfred Bittner (Polimante und Erasto), Thomas Stache (Brillo), Marina Bartoli (Allegrezza und Fortuna).
 Live aus Schwetzingen.
 Übertragung im Radio SWR2.[17]